# Archetypus frenchi
Archetypus frenchi là một loài bọ cánh cứng trong họ Cerambycidae.